# 贝斯泰鲁什 (阿马里什)
贝斯泰鲁什是葡萄牙布拉加区的一个堂区。总面积1.95平方公里，总人口615人，人口密度315.4人/平方公里。